# Нікола Нікич
Нікола Нікич (босн. Nikola Nikić, нар. 7 січня 1956, Модрича, СФРЮ) — югославський та боснійський футболіст і тренер, виступав на позиції півзахисника.

## Кар'єра гравця
Никич народився в Модричі. Батько — Ілія, мати — Радойка (до шлюбу Тадич). Розпочав кар'єру професіонального футболіста у нижчоліговому «Модричі» та «Звєзді» (Градачац). Потім перейшов до сараєвського «Желєзнічару». Окрім того, що Нікола був прекрасним півзахисником, він також мав веселий характер та правдолюбиву натуру. Незважаючи на те, що Нікич не був одним з найвидатніших футболістів, він став одним з найпомітніших особистостей в клубі того часу. Був частим гостем на теле- та радіо ефірах, оскільки, оскільки розповідав про різноманітні кумедні ситуації з власного життя.
Найбільшим успіхом Ніколи як футболіста став вихід до 1/2 фіналу Кубку УЄФА сезону 1984/85 років під керівництвом Івиці Осима. Проте в півфінальних поєдинках проти «Відеотона» участі не брав, оскільки ще в грудні 1984 року переїхав до Греції, де виступав протягом чотирьох наступних сезонів. У сезоні 1984/85 років захищав кольори «Егалео», в складі якого зіграв 19 матчів та відзначився 3-ма голами. Своїми виступами допоміг афінській команді зберегти прописку в грецькій Суперлізі. Протягом сезонів 1985/86 та 1986/87 років виступав в «Арісі» (Салоніки) й відзначився 12-ма голами в 53 матчах чемпіонату. До цього клубу перейшов разом зі своїм співвітчизником Едином Бачичем. Наприкінці сезону 1986/87 років перейшов до сусідів-конкурентів «Аріса», салонікського ПАОКу, в складі якого в сезоні 1987/88 років зіграв 9 матчів, в яких не відзначився жодним голом. По завершенні сезону, повернувся до ФК «Желєзнічар» 1988 року й виступав до середини сезону 1990/91 років, коли він переїхав до «Челіка» (Зениця).

### Статистика виступів у Греції
| Сезон   | Клуб              | Матчі (Голи) |
| ------- | ----------------- | ------------ |
| 1984-85 | «Егалео»          | 19 (3)       |
| 1985-87 | «Аріс» (Салоніки) | 53 (12)      |
| 1987-88 | ПАОК              | 9 (0)        |

## Кар'єра тренера
По завершенні кар'єри гравця став тренером. Тренував наступні команди: «Модрича», «Жепче», «Црвена Земля», «Єдінство» (Брчко) та ТОШК.
Його найбільшим успіхом на посаді головного тренера була робота в ФК «Модричі», з яким виборов собі місце в боснійській Прем'єр-лізі в 2003 році.
Також тренував юнацьку (U-19) та молодіжну збірну Боснії і Герцеговини.
У вересні 2013 року був головним тренером збірної Республіки Сербської.

## Особисте життя
Його син, Бранислав, також професіональний футболіст, виступає в Греції.